# Чамли, Джордж, 3-й граф Чамли
Джордж Чамли, 3-й граф Чамли  (англ. George Cholmondeley, 3rd Earl of Cholmondeley; 2 января 1703 — 10 июня 1770) — британский дворянин и политик, который носил титул учтивости — виконт Малпас с 1725 по 1733 год. Он заседал в Палате общин с 1724 по 1733 год.

## Биография
Родился 2 января 1703 года. Старший сын Джорджа Чамли, 2-го графа Чамли (1666—1733), и голландки Элизабет ван Рейтербург (или Руттенбург) (? — 1721/1722). Он был избран в Палату общин Великобритании от Ист-Луи в 1724 году. Это место он занимал до 1727 года, а затем представлял Виндзор с 1727 по 1733 год, когда он сменил своего отца на посту третьего графа Чамли и вошёл в Палату лордов. Он занимал важные государственные должности при своем тесте сэре Роберте Уолполе в качестве лорда Адмиралтейства с 1727 по 1729 год, лорда казначейства с 1735 по 1736 год и канцлера герцогства Ланкастерского с 1736 по 1743 год (с 1742 по 1743 год при премьер-министре графе Уилмингтоне). С 1743 по 1744 год он также служил лордом-хранителем Тайной печати при Генри Пелхэме и был совместным вице-казначеем Ирландии с 1744 по 1757 год. В 1736 году он был принят в Тайный совет Великобритании.
Хорас Уолпол (1717—1797) описал его как «тщеславного и пустого человека, которого так высоко поднял его тесть, сэр Роберт Уолпол, и который впал в презрение и безвестность из-за своей собственной экстравагантности и недостаточности».
Помимо своей политической карьеры, лорд Чамли был также лордом-лейтенантом Чешира и Южного Уэльса (за вычетом Денбишира) с 1733 по 1760 год. В 1745 году он был произведен в полковники, в 1755 году — в генерал-майоры, а в 1759 году — в генерал-лейтенанты. Он также участвовал в благотворительных усилиях по созданию дома для подкидышей в Лондоне, что, как надеялись, облегчит проблему оставления детей. Дом стал известен как больница для подкидышей, и лорд Чамли вошел в его правление в качестве губернатора-основателя.

## Личная жизнь
14 сентября 1723 года в соборе Святого Георгия, Сент-Джордж-стрит, Ганновер-сквер, в Лондоне, лорд Чамли женился на леди Мэри Уолпол (ок. 1705 — 2 января 1731/1732), дочери первого премьер-министра Великобритании Роберта Уолпола, 1-го графа Орфорда (1676—1745), и Кэтрин Шортер (1682—1737). У супругов было два сына:
- Джордж Чамли, виконт Малпас (17 октября 1724 — 15 марта 1764), в 1746 году женился на Эстер Эдвардс (1728—1794), дочери Фрэнсиса Эдвардса, 4-го баронета. Отец Джорджа Чамли, 4-го графа Чамли с 1770 года и 1-го маркиза Чамли с 1815 года.
- Достопочтенный Роберт Чамли (1 ноября 1727 — 5 июня 1804), женат с 1746 года на Мэри Уоффингтон (? — 1811), от которой у него было двое детей.

10 июня 1770 года 67-летний Джордж Чамли, 3-й граф Чамли, скончался. Он был похоронен в Малпасе, графство Чешир. Ему наследовал его внук Джордж Чамли, 4-й граф Чамли (1749—1827).
Актриса Мэри Носситер (1735—1759) была дочерью «любимой» экономки лорда Чамли. Мэри была образованной, имела деньги и наслаждалась успешной, но короткой карьерой. Предполагается, что она была его дочерью.